# Parvicapsulidae
Parvicapsulidae là một họ động vật thân nhớt.

## Chi
- Gadimyxa Køie, Karlsbakk & Nylund, 2007
- Neoparvicapsula Gayevskaya, Kovaljova & Schulman, 1982
- Parvicapsula Shulman, 1953